# Mephritus auricolle
Mephritus auricolle är en skalbaggsart som beskrevs av Tavakilian och Martins 1991. Mephritus auricolle ingår i släktet Mephritus och familjen långhorningar. Inga underarter finns listade i Catalogue of Life.